# Leninordenen
 Ikke at forveksle med Lenins fredspris og Leninprisen.
Leninordenen (russisk: Орден Ленина, tr. Orden Lenina) var en orden, som blev uddelt i Sovjetunionen. Ordenen blev indstiftet 6. april 1930 og fik sit navn efter Vladimir Lenin. Den var Sovjetunionen højeste civile udmærkelse.

## Inddeling
Leninordenen bestod af én klasse, tilsvarende mange fornemme ridderordener i monarkier, eksempelvis Elefantordenen i Danmark eller Hosebåndsordenen i Storbritannien.

## Insignier
Ordenstegnet for Leninordenen var en medaljon i guld, som bar Lenins portræt i midten omgivet af en krans af rugaks, hvor kommunistiske symboler var sat ind: det røde flag, den røde stjerne, samt hammer og segl. Lenins navn var indskrevet med kyrilliske bogstaver i flaget. Ordensbåndet var rødt med to smalle gule striber langs kanterne. Farverne er de samme som i Sovjetunionens flag.

## Tildeling
Leninordenen blev tildelt sovjetborgere og også organisationer, institutioner, militære enheder, kommunale enheder, kollektiver og virksomheder for fortjenstfuld indsats for opbygning af socialismen, fremragende kunstnerisk, videnskabelig eller teknisk indsats og for indsats på områder af særlig politisk vigtighed. De, som blev udnævnt til Sovjetunionens Helt og Det Socialistiske Arbejdes Helt, blev samtidig også tildelt Leninordenen.
Leninordenen blev også tildelt udenlandske borgere, som havde arbejdet for at styrke forbindelserne mellem Sovjetunionen og andre lande og for venskab mellem folkene.